# Pha Terrell
Elmer 'Pha' Terrell (Kansas City, 25 mei 1910 - Los Angeles, 14 oktober 1945) was een Amerikaanse jazzzanger. Hij had een hoge tenor.
Terrell werkte in de jaren dertig in lokale clubs in Kansas, als zanger en danser, en werd hier ontdekt werd door Andy Kirk, bandleider van de Twelve Clouds of Joy. Kirk nam hem aan als zanger en Terrell werkte vervolgens acht jaar in diens band, van 1933 tot 1941. Hij nam met het orkest ook platen op voor Decca, waaronder de hit "Until the Real Thing Comes Along" (1936). Na 1941 verhuisde Terrell naar Louisiana, waar hij werkte in de band van Clarence Love. Daarna werkte hij aan de Amerikaanse westkust. Hij overleed op 35-jarige leeftijd aan nierproblemen.

## Discografie
met Andy Kirk's Twelve Clouds of Joy
- Andy Kirk 1936-1937, Classics
- Andy Kirk 1938, Classics
- Andy Kirk 1939-1940, Classics

- Bibliothèque nationale de France: cb14052530j (data)
- International Standard Name Identifier: 0000 0000 4565 6928
- Library of Congress Control Number: no98027661
- MusicBrainz: d8bf32da-09c6-492e-a3a4-4a83c3bd522d
- Système universitaire de documentation: 196939305
- Virtual International Authority File: 17425229
- WorldCat: E39PBJvtbWpYqRFK7HVTX4dRKd